# NGC 1018
NGC 1018 est une vaste et lointaine galaxie lenticulaire située dans la constellation de la Baleine. NGC 1018 a été découverte par l'astronome américain Frank Müller en 1886.

## Caractéristiques
Sa vitesse par rapport au fond diffus cosmologique est de 13 013 ± 47 km/s, ce qui correspond à une distance de Hubble de 191 ± 13 Mpc (∼623 millions d'al).
À ce jour, une mesure non basée sur le décalage vers le rouge (redshift) donne une distance d'environ 222,000 Mpc (∼724 millions d'al). Cette valeur est à l'extérieur mais compatible avec les valeurs de la distance de Hubble. Notons cependant que c'est avec la valeur moyenne des mesures indépendantes, lorsqu'elles existent, que la base de données NASA/IPAC calcule le diamètre d'une galaxie et qu'en conséquence le diamètre de NGC 1018 pourrait être d'environ 61,4 kpc (∼200 000 al) si on utilisait la distance de Hubble pour le calculer.
En raison d'une brillance de surface égale à 14,25 mag/am2, on peut qualifier NGC 1018 de galaxie à faible brillance de surface (LSB en anglais pour low surface brightness). Les galaxies LSB sont des galaxies diffuses (D) avec une brillance de surface inférieure de moins d'une magnitude à celle du ciel nocturne ambiant.